# Leucospis texana
Leucospis texana är en stekelart som beskrevs av Cresson 1872. Leucospis texana ingår i släktet Leucospis och familjen Leucospidae. Inga underarter finns listade i Catalogue of Life.